# 中国驻拉脱维亚大使列表
本列表为中華人民共和國驻拉脱维亚历任大使名录（附中華民國駐拉脫維亞總領事、歷任代表）。

## 历任中国驻拉脱维亚大使

### 中华人民共和国驻拉脱维亚大使（1991年－1992年）
1991年拉脱维亚独立后，同年9月12日与中华人民共和国建立大使级外交关系。次年1月4日，驻拉脱维亚大使馆开馆。1月29日，中华民国与拉脱维亚建立领事关系，并于2月上旬开设驻里加总领事馆。2月24日，中华人民共和国从拉撤出大使馆。
| 姓名   | 任命           | 任命           | 到任      | 递交国书 | 免职           | 免职   | 离任      | 外交衔级 | 外交职务     | 备注     |
| 姓名   | 全国人大常委会 | 主席           | 到任      | 递交国书 | 全国人大常委会 | 主席   | 离任      | 外交衔级 | 外交职务     | 备注     |
| ------ | -------------- | -------------- | --------- | -------- | -------------- | ------ | --------- | -------- | ------------ | -------- |
| 唐龙彬 | 1991年10月30日 | 1991年12月21日 | 未到任    | 不適用   | 1992年2月25日  | 不適用 | 不適用    | 大使     | 特命全权大使 | 驻瑞典兼 |
| 陈棣   | 不適用         | 不適用         | 1992年1月 |          | 不適用         | 不適用 | 1992年2月 | 参赞     | 临时代办     |          |

### 附：中华民国驻里加总领事（1992年－1995年）
1992年1月29日，中华民国与拉脱维亚建立领事关系，并于2月22日开设驻里加总领事馆。2月24日，中华人民共和国从拉撤出大使馆。1994年7月28日，中华人民共和国政府与拉脱维亚外交关系正常化。1996年1月19日，中华民国驻里加总领事馆更名為駐拉脫維亞臺北代表團。
| 姓名   | 任命          | 到任         | 递交委任书 | 免职           | 离任 | 领事职务 | 备注 | 备注 |
| ------ | ------------- | ------------ | ---------- | -------------- | ---- | -------- | ---- | ---- |
| 张贵祥 | 1992年4月18日 | 1992年2月4日 |            | 1995年11月29日 |      | 总领事   |      |      |

### 中华人民共和国驻拉脱维亚大使（1994年至今）
1994年7月28日，中华人民共和国与拉脱维亚外交关系正常化。同年8月，中国驻拉脱维亚大使馆在里加复馆。
| 姓名   | 任命           | 任命           | 到任          | 递交国书      | 免职           | 免职           | 离任          | 外交衔级 | 外交职务     | 备注     |
| 姓名   | 全国人大常委会 | 主席           | 到任          | 递交国书      | 全国人大常委会 | 主席           | 离任          | 外交衔级 | 外交职务     | 备注     |
| ------ | -------------- | -------------- | ------------- | ------------- | -------------- | -------------- | ------------- | -------- | ------------ | -------- |
| 王开文 | 不適用         | 不適用         | 1994年8月     | 1994年8月19日 | 不適用         | 不適用         | 1995年3月     | 参赞     | 临时代办     | 筹备复馆 |
| 王凤祥 | 1994年12月29日 | 1995年3月27日  | 1995年3月     | 1995年3月14日 | 1997年12月29日 | 1998年4月16日  | 1998年3月     | 大使     | 特命全权大使 |          |
| 姚培生 | 1997年12月29日 | 1998年4月16日  | 1998年3月     | 1998年3月31日 | 1999年12月25日 | 2000年4月12日  | 2000年3月     | 大使     | 特命全权大使 |          |
| 王开文 | 1999年12月25日 | 2000年4月12日  | 2000年4月     | 2000年4月4日  | 2003年4月26日  | 2003年8月25日  | 2003年7月     | 大使     | 特命全权大使 |          |
| 季雁池 | 2003年4月26日  | 2003年8月25日  | 2003年8月     | 2003年8月26日 | 2005年8月28日  | 2005年12月27日 | 2005年11月    | 大使     | 特命全权大使 |          |
| 张利民 | 2005年8月28日  | 2005年12月27日 | 2005年11月    | 2005年12月6日 | 2008年2月28日  | 2008年8月19日  | 2008年7月     | 大使     | 特命全权大使 |          |
| 程文举 | 2008年2月28日  | 2008年8月19日  | 2008年8月7日  | 2008年8月19日 | 2010年2月26日  | 2010年8月6日   | 2010年7月     | 大使     | 特命全权大使 |          |
| 胡业顺 | 2010年2月26日  | 2010年8月6日   | 2010年8月6日  | 2010年8月17日 | 2012年8月31日  | 2013年3月13日  | 2013年2月     | 大使     | 特命全权大使 |          |
| 杨国强 | 2012年8月31日  | 2013年3月13日  | 2013年3月18日 | 2013年4月9日  | 2015年4月24日  | 2015年8月13日  | 2015年7月30日 | 大使     | 特命全权大使 |          |
| 黄勇   | 2015年4月24日  | 2015年8月13日  | 2015年8月28日 | 2015年9月8日  | 2019年6月29日  | 2019年10月12日 | 2018年1月     | 大使     | 特命全權大使 |          |
| 梁建全 | 2019年6月29日  | 2019年10月12日 | 2019年9月12日 | 2019年9月18日 |                | 2023年6月13日  | 2023年3月     | 大使     | 特命全权大使 |          |
| 唐松根 |                | 2023年6月13日  | 2023年6月9日  | 2023年6月22日 | 现任           |                |               | 大使     | 特命全权大使 |          |